# Тонкий лёд (Доктор Кто)
«Тонкий лёд» (англ. Thin Ice) — третья серия десятого сезона британского научно-фантастического телесериала «Доктор Кто». Премьера серии состоялась 29 апреля 2017 года на канале BBC One.

## Синопсис
В Англии эпохи Регентства подо льдом замёрзшей Темзы что-то шевелится. Доктор и Билл прибывают на последнюю морозную ярмарку и берутся за расследование серии необъяснимых исчезновений — люди пропадают прямо на льду! Билл предстоит узнать, что прошлое больше напоминает её мир, чем она предполагала, и что не все монстры родом из далёкого космоса...

## Сюжет
Доктор и Билл оказываются в Лондоне 1814 года посреди морозной ярмарки на Темзе. Переодевшись в более подходящую временному периоду одежду, они отправляются на прогулку по ярмарке, не заметив, что детекторы ТАРДИС зафиксировали под ледяной поверхностью реки огромную форму жизни — длиной около километра.
Один из группы детей-сирот под предводительством Китти, Спайдер, крадёт у Доктора звуковую отвёртку. Доктор и Билл бросаются следом за детьми и загоняют их в сторону от ярмарки. Светящиеся огни под поверхностью льда окружают Спайдера и утягивают его в воду прежде, чем Повелителю Времени удаётся его спасти. Благодаря Китти друзья выясняют, что сиротам платят за то, чтобы они заманивали больше людей на ярмарку, где некоторые из них пропадают без вести.
После этого Доктор вместе с Билл, облачившись в водолазные скафандры, решают намеренно позволить огням утащить их под лёд. Им удаётся обнаружить, что эти огни принадлежат причудливым рыбам, а на дне реки томится в цепях огромное морское создание, которое поглотило Спайдера и других людей. Вернувшись на поверхность, Доктор и Билл получают наводку, что покровителем беспризорников является богатый лорд Сатклифф. Лорд подтверждает, что его семья использовала создание, чтобы сколотить состояние, скармливая ему жертв, а затем собирая и продавая отходы как очень эффективную замену углю. Опасаясь, что Доктор и Билл знают слишком много, Сатклифф посылает их на съедение, а сам в то время закладывает бомбу, дабы разбить лёд и получить как можно больше жертв в качестве рыбьего корма.
Доктору и Билл удаётся сбежать, и пока его спутница вместе с Китти и остальными ребятами старается убрать людей со льда, Повелитель Времени забирает бомбу и размещает её на оковах, сдерживающих существо. Сатклифф взрывает бомбу, тем самым освободив создание, и тонет в холодной воде. Доктор переписывает завещание так, чтобы поместье лорда отошло сиротам, где они смогут жить, сколько захотят.
Доктор и Билл возвращаются в настоящее время и узнают, что их трюк с завещанием сработал, обеспечив сиротам достойную жизнь, однако девушка удивляется отсутствию каких-либо упоминаний о морском создании. Нардол же не в восторге от того, что Повелитель Времени нарушил своё обещание оставаться на Земле. В то время, как он проверяет Хранилище под университетом, с другой стороны двери раздаются стуки, но Нардол не собирается оттуда никого выпускать без прямого разрешения от Доктора.

## Связь с другими сериями
Доктор упоминает, что уже посещал морозную ярмарку несколько раз. В серии «Хороший человек идёт на войну» Ривер Сонг говорит, что Одиннадцатый Доктор на её день рождения возил её на ярмарку 1814 года, где им пел Стиви Уандер. Первый Доктор был на той же ярмарке вместе с Вики и Стивеном в аудиопьесе «Frostfire», где они встретили Джейн Остин. Десятый Доктор присутствовал всё там же в коротком рассказе «The Frozen». Помимо этого Двенадцатый Доктор также брал Клару Освальд на морозную ярмарку в романе «Силуэт», после того, как пообещал ей сделать это в «Смотрителе».
Доктор продолжает использовать псевдоним «Доктор Диско» («Вторжение зайгонов»).

## Внешние отсылки

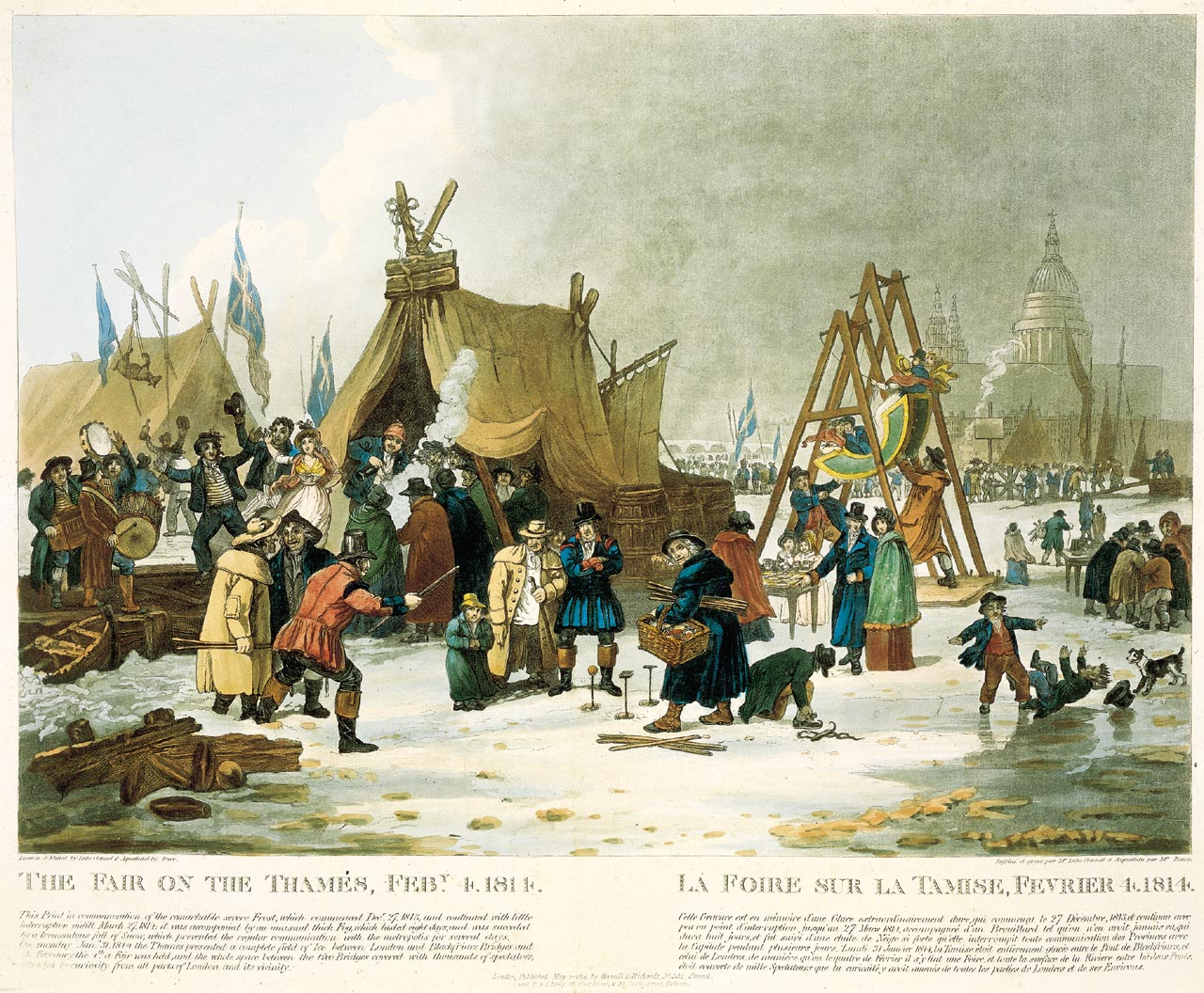
Морозная ярмарка 1814 года

Сюжет серии разворачивается на морозной ярмарке 1814 года, последней, проводившейся на Старом Лондонском мосту, который был перестроен в 1831 году. Также на той ярмарке в качестве представления по замёрзшей Темзе водили слона, что было воссоздано в эпизоде.
Доктор читает детям-сиротам историю о мальчике, любившем сосать палец, из сборника стихотворений Генриха Гофмана «Стёпка-Растрёпка», который будет опубликован только в 1845 году.

## Съёмки
Вместе с эпизодом «Тук-тук» серия вошла во второй съёмочный блок. Читка сценария состоялась 18 июля 2016 года. Съёмки проходили в августе 2016 года.